# マシュー・モリソン
マシュー・モリソン（Matthew Morrison, 1978年10月30日 - ）はアメリカ合衆国の俳優、ダンサー、ソングライター。主にブロードウェイやオフ・ブロードウェイのミュージカルを活動の場としており、ブロードウェイ版『ヘアスプレー』のリンク役や、テレビドラマ『glee/グリー』のウィル・シュースター役で知られている。2005年、ミュージカル『ライト・イン・ザ・ピアッツア』でトニー賞に初ノミネートされた。2013年よりアダム・レヴィーンの222レコードと契約している。2015年3月から2016年1月、ブロードウェイ・ミュージカル『ファインディング・ネバーランド』においてジェームス・マシュー・バリー役で主演した。

## 来歴
カリフォルニア州フォートオード生まれ。子供時代にシアターキャンプに参加したことから演技やミュージカルに興味を持つようになる。高校はOrange County High School of the Artsに通い、ニューヨーク大学を卒業した後、ミュージカル版の『フットルース』でデビューを飾った。
2015年、GLSEN（ゲイ、レズビアン、ストレート、教育ネットワーク）主催のリスペクト・アワードで、「インスピレーション・アワード」を受賞。
2015年4月に正式に開幕した『ファインディング・ネバーランド』でジェームス・マシュー・バリー役で主演し、再びブロードウェイの舞台に立った。
2022年4月4日、”So You Think You Can Dance”シーズン15でモリソンが審査員を務めると発表された。しかし「プロダクションの規則に従わなかった」ため5月27日に解雇された。モリソンが出場者の一人に「誘う」ようなメッセージを送ったのが原因だったと後に明らかになった。

### 私生活
2013年6月にモデルのレニー・プエンテと婚約し、2014年10月18日にハワイのマウイ島で挙式した。2017年10月には長男のRevel James Makaiが、2021年6月には長女のPhoenix Monroeが生まれている。

## 出演作品

### 舞台
| 年      | 作品                                                   | 役                                       | 会場                         | 特記事項             |
| ------- | ------------------------------------------------------ | ---------------------------------------- | ---------------------------- | -------------------- |
| 1998    | フットルース Footloose                                 | アンサンブル; チャック・クランストン代役 | ブロードウェイ               | 代役                 |
| 2000    | ロッキー・ホラー・ショー The Rocky Horror Show         | ファントム                               | ブロードウェイ               | 代役                 |
| 2002    | ヘアスプレー Hairspray                                 | リンク・ラーキン                         | ブロードウェイ               | オリジナル・キャスト |
| 2003–04 | ターザン Tarzan                                        | ターザン                                 | ニューヨーク・ワークショップ |                      |
| 2005    | ライト・イン・ザ・ピアッツア The Light in the Piazza   | ファブリツィオ・ナッカレリ               | ブロードウェイ               |                      |
| 2005    | キャッチ・ミー・イフ・ユー・キャン Catch Me If You Can | フランク・アバグネイル・ジュニア         | ニューヨーク読み合わせ       |                      |
| 2005    | A Naked Girl on the Appian Way                         | Thad Lapin                               | ブロードウェイ               |                      |
| 2007    | 10 Million Miles                                       | Duane                                    | オフ・ブロードウェイ         |                      |
| 2008    | 南太平洋 South Pacific                                 | アメリカ海兵隊ジョセフ・ケーブル大尉     | ブロードウェイ               |                      |
| 2015    | ファインディング・ネバーランド Finding Neverland       | ジェームス・マシュー・バリー             | ブロードウェイ               |                      |

### 映画
- マーシーX フレンズ以上、恋人未満!? Marci X (2003)
- ラブソングができるまで Music and Lyrics (2007)
- セックス・アンド・ザ・バディ I Think I Love  My Wife (2007)
- 恋愛だけじゃダメかしら? What to Expect When You're Expecting (2012)
- 君がくれた恋のシナリオ Playing It Cool (2014)
- チューリップ・フィーバー 肖像画に秘めた愛 Tulip Fever (2017)

### テレビ
- セックス・アンド・ザ・シティ Sex and the City (1999)
- LAW & ORDER:犯罪心理捜査班 Law & Order Criminal Intent (2006)
- CSI:マイアミ　CSI: Miami (2007)
- ゴースト 〜天国からのささやき　Ghost Whisperer (2007)
- NUMBERS 天才数学者の事件ファイル Numb3rs (2008)
- Taking Chance (2009) テレビ映画
- glee/グリー Glee (2009 - 2015) ウィル・シュースター役
- グッド・ワイフ The Good Wife (2016) コナー・フォックス役
- グレイズ・アナトミー Grey's Anatomy (2017 - 2018) ポール・スタッドラー医師役
- アメリカン・ホラー・ストーリー：1984 American Horror Story:1984 (2019) トレヴァー・カーシュナー役

## 受賞歴
| 年   | 賞                           | 部門                                                                                       | 作品                                                 | 結果       |
| ---- | ---------------------------- | ------------------------------------------------------------------------------------------ | ---------------------------------------------------- | ---------- |
| 2003 | 海外批評家サークル賞         | ミュージカル助演男優賞                                                                     | ヘアスプレー Hairspray                               | ノミネート |
| 2005 | 海外批評家サークル賞         | ミュージカル助演男優賞                                                                     | ライト・イン・ザ・ピアッツア The Light in the Piazza | ノミネート |
| 2005 | ドラマ・デスク・アワード     | ミュージカル男優賞                                                                         | ライト・イン・ザ・ピアッツア The Light in the Piazza | ノミネート |
| 2005 | Broadway.com観客賞           | ミュージカル男優賞                                                                         | ライト・イン・ザ・ピアッツア The Light in the Piazza | ノミネート |
| 2005 | トニー賞                     | ミュージカル助演男優賞                                                                     | ライト・イン・ザ・ピアッツア The Light in the Piazza | ノミネート |
| 2008 | ドラマ・デスク・アワード     | ミュージカル男優賞                                                                         | 10 Million Miles                                     | ノミネート |
| 2009 | 全米映画俳優組合賞           | テレビドラマシリーズ、コメディ部門最優秀団体演技賞受賞 (ほかの『glee/グリー』出演者と共に) | glee/グリー Glee                                     | 受賞       |
| 2009 | サテライト賞                 | テレビドラマシリーズ、ミュージカル・コメディ部門最優秀男優賞受賞                           | glee/グリー Glee                                     | 受賞       |
| 2009 | ゴールデングローブ賞         | テレビドラマシリーズ、ミュージカル・コメディ部門男優賞                                     | glee/グリー Glee                                     | ノミネート |
| 2010 | ティーン・チョイス・アワード | 男優賞                                                                                     | glee/グリー Glee                                     | ノミネート |
| 2010 | サテライト賞                 | テレビドラマシリーズ、ミュージカル・コメディ部門最優秀男優賞受賞                           | glee/グリー Glee                                     | ノミネート |
| 2010 | TVランド賞                   | Future Classic                                                                             | glee/グリー Glee                                     | 受賞       |
| 2010 | ゴールデングローブ賞         | テレビドラマシリーズ、ミュージカル・コメディ部門男優賞                                     | glee/グリー Glee                                     | ノミネート |
| 2010 | プライムタイム・エミー賞     | コメディシリーズ部門主演男優賞                                                             | glee/グリー Glee                                     | ノミネート |
| 2010 | 全米映画俳優組合賞           | テレビドラマシリーズ、コメディ部門最優秀団体演技賞受賞 (ほかの『glee/グリー』出演者と共に) | glee/グリー Glee                                     | ノミネート |
| 2015 | Broadway.com観客賞           | ミュージカル主演男優賞                                                                     | ファインディング・ネバーランド Finding Neverland     | 受賞       |
| 2015 | Broadway.com観客賞           | ペア賞(ローラ・ミシェル・ケリーと共に)                                                     | ファインディング・ネバーランド Finding Neverland     | 受賞       |
| 2015 | ドラマ・デスク・アワード     | ミュージカル主演男優賞                                                                     | ファインディング・ネバーランド Finding Neverland     | ノミネート |
| 2015 | ドラマ・リーグ・アワード     | 演技賞                                                                                     | ファインディング・ネバーランド Finding Neverland     | ノミネート |

## トリビア
- 高校時代にはサッカーに親しみ、プロム・キングに選ばれた。
- 『フットルース』に出演するまではニューヨークのGAPで働いていた。